# Целіни (Люблінське воєводство)
Целіни (пол. Celiny) — село в Польщі, у гміні Тшебешув Луківського повіту Люблінського воєводства.
Населення — 654 особи (2011).
У 1975-1998 роках село належало до Седлецького воєводства.

## Демографія
Демографічна структура станом на 31 березня 2011 року:
|          | Загалом | Допрацездатний вік | Працездатний вік | Постпрацездатний вік |
| -------- | ------- | ------------------ | ---------------- | -------------------- |
| Чоловіки | 348     | 83                 | 216              | 49                   |
| Жінки    | 306     | 73                 | 166              | 67                   |
| Разом    | 654     | 156                | 382              | 116                  |